# Kong Chow Temple (San Francisco)
Kong Chow Temple is een daoïstische tempel in San Francisco Chinatown, in het westen van Amerika. De tempel is gewijd aan Guandi, de Chinese god van de welvaart en strijd.

## Geschiedenis
De tempel werd in 1849 gesticht door de Kantonezen, afkomstig uit de streek Siyi, in San Francisco. In 1854 werd de tempelnaam veranderd in Kong Chow Clan Association. De Association gaf hun leden sociale zekerheid en een antwoord op religieuze behoeftes in de gemeenschap. Tijdens de Aardbeving in San Francisco van 1906 werd het gebouw, net als vele andere gebouwen in de stad, verwoest. Met veel ijver en doorzettingsvermogen werd het nieuwe tempelgebouw weer opgebouwd.
Bess Truman bracht in 1948 een bezoek aan de tempel en bad om positieve uitslagen bij de presidentsverkiezingen voor haar man, Harry S. Truman. Hoewel de opiniepeilingen aangaven dat haar man zou verliezen, gaf de cim van kau cimkoker aan dat haar man de verkiezingen zou winnen. Wat uiteindelijk ook gebeurd is.

## Tegenwoordig
In 1977 verhuisde de tempel naar het huidige gebouw in Chinatown. Het gebouw heet Kong Chow Building. De tempel houdt zich bezig met de zorg over ouderen en geeft studiefondsen aan Chinese Amerikanen die het nodig hebben. Tijdens het qingmingfestival en andere Chinese gedenkdagen/feestdagen worden erediensten gehouden. De tempel is dagelijks van 8.30 tot 16.00 geopend.